# The Gene Ammons Story: The 78 Era
The Gene Ammons Story: The 78 Era è un doppio album raccolta di Gene Ammons, pubblicato dalla Prestige Records nel 1976. 

## Tracce
Lato A
1. Bye Bye – 3:00 (Jimmy Mundy) – Registrato il 5 marzo 1950 a New York
2. Chabootie – 3:01 (Richard Carpenter) – Registrato il 26 aprile 1950 a New York
3. Walkin' – 3:00 (Richard Carpenter) – Registrato il 26 aprile 1950 a New York
4. Easy Glide – 2:56 (Bert Kaempfert, Herbert Rehbein) – Registrato il 26 aprile 1950 a New York
5. I Want to Be Loved – 2:30 – Registrato il 28 giugno 1950 a New York
6. I Can't Give You Anything but Love – 2:38 (Dorothy Fields, Jimmy McHugh) – Registrato il 28 giugno 1950 a New York
7. Back in Your Own Backyard – 3:12 (Dave Dreyer, Al Jolson, Billy Rose) – Registrato il 27 luglio 1950 a New York
8. Sweet Jennie Lou – 2:35 (Richard Carpenter, Jimmy Mundy) – Registrato il 27 luglio 1950 a New York

Lato B
1. Seven Eleven – 2:53 (Richard Carpenter) – Registrato il 27 luglio 1950 a New York
2. When I Dream of You – 2:54 (Charles Carpenter, Earl Hines) – Registrato il 28 ottobre 1950 a New York
3. A Lover Is Blue – 2:46 (Charles Carpenter, Jimmy Mundy, Trummy Young) – Registrato il 28 ottobre 1950 a New York
4. 'Round About 1 A.M. – 3:01 (Richard Carpenter, Gene Ammons) – Registrato il 16 gennaio 1951 a New York
5. Jug – 2:48 (Gene Ammons) – Registrato il 16 gennaio 1951 a New York
6. Wow – 2:52 (Matthew Gee) – Registrato il 16 gennaio 1951 a New York
7. Blue and Sentimental – 3:08 (Count Basie, Mack David, Jerry Livingston) – Registrato il 16 gennaio 1951 a New York

Lato C
1. Ammons Boogie – 2:58 (Bill Massey) – Registrato il 29 giugno 1951 a New York
2. Echo Chamber Blues – 3:07 (Bill Massey, Richard Carpenter) – Registrato il 29 giugno 1951 a New York
3. Hot Stuff – 2:07 (Richard Carpenter) – Registrato il 14 agosto 1951 a New York
4. Them There Eyes – 2:15 (Maceo Pinkard, Doris Tauber, William Tracey) – Registrato il 14 agosto 1951 a New York
5. When the Saints Go Marching In – 3:07 (Brano tradizionale) – Registrato il 14 agosto 1951 a New York
6. Archie – 2:44 (Richard Carpenter) – Registrato il 14 agosto 1951 a New York
7. Undecided – 2:38 (Sydney Robin, Charlie Shavers) – Registrato il 14 novembre 1951 a New York
8. (It Will Have to Do) Until the Real Thing Comes Along – 2:38 (Sammy Cahn, Saul Chaplin, L.E. Freeman, Mann Holiner, Alberta Nichols) – Registrato il 14 novembre 1951 a New York

Lato D
1. Sock – 2:46 (Gene Ammons) – Registrato il 26 novembre 1954 a Hackensack (New Jersey)
2. What I Say – 2:36 (Walter Morris) – Registrato il 26 novembre 1954 a Hackensack (New Jersey)
3. This Is Always – 2:42 (Mack Gordon, Harry Warren) – Registrato l'8 febbraio 1955 a Hackensack (New Jersey)
4. Blue Roller – 2:42 (Billy Valentine) – Registrato l'8 febbraio 1955 a Hackensack (New Jersey)
5. Love Is Here to Stay – 3:43 (George Gershwin, Ira Gershwin) – Registrato l'8 febbraio 1955 a Hackensack (New Jersey)
6. Blues for Turfers – 4:02 (Edwin Moore) – Registrato il 4 novembre 1955 a Hackensack (New Jersey)
7. Rock-Roll – 2:58 – Registrato il 4 novembre 1955 a Hackensack (New Jersey)

## Musicisti
Brano A1
- Gene Ammons - sassofono tenore
- Sonny Stitt - sassofono tenore, sassofono baritono
- Bill Massey - tromba
- Eph Greenlea - trombone
- Duke Jordan - pianoforte
- Tommy Potter - contrabbasso
- Jo Jones - batteria

Brani A2, A3 e A4
- Gene Ammons - sassofono tenore
- Sonny Stitt - sassofono baritono
- Bill Massey - tromba
- Bennie Green - trombone
- Duke Jordan - pianoforte
- Tommy Potter - contrabbasso
- Art Blakey - batteria

Brani A5 e A6
- Gene Ammons - sassofono tenore
- Duke Jordan - pianoforte
- Gene Wright - contrabbasso
- Wes Landers - batteria

Brani A7, A8 e B1
- Gene Ammons - sassofono tenore
- Sonny Stitt - sassofono baritono
- Bill Massey - tromba
- Matthew Gee - trombone
- Charlie Bateman - pianoforte
- Gene Wright - contrabbasso
- Wes Landers - batteria

Brani B2 e B3
- Gene Ammons - sassofono tenore
- Junior Mance - pianoforte
- Gene Wright - contrabbasso
- Wes Landers - batteria

Brani B4, B5, B6 e B7
- Gene Ammons - sassofono tenore
- Sonny Stitt - sassofono tenore, sassofono baritono
- Bill Massey - tromba
- Matthew Gee - trombone
- Junior Mance - pianoforte
- Gene Wright - contrabbasso
- Teddy Stewart - batteria

Brani C1 e C2
- Gene Ammons - sassofono tenore
- Ruddy Williams - sassofono baritono
- Bill Massey - tromba
- Eli Dabney - trombone
- Clarence Anderson - pianoforte
- Earl May - contrabbasso
- Teddy Stewart - batteria

Brani C3, C4, C5 e C6
- Gene Ammons - sassofono tenore
- Clarence Anderson - pianoforte
- Earl May - contrabbasso
- Teddy Stewart - batteria

Brani C7 e C8
- Gene Ammons - sassofono tenore
- Sonny Stitt - sassofono alto, sassofono baritono
- Bill Massey - tromba
- Eli Dabney - trombone
- Clarence Anderson - pianoforte
- Ernie Shepard - contrabbasso
- Teddy Stewart - batteria

Brani D1 e D2
- Gene Ammons - sassofono tenore
- Gene Easton - sassofono baritono
- Nat Howard - tromba
- Henderson Chambers - trombone
- John Huston - pianoforte
- Ben Stuberville - contrabbasso
- George Brown - batteria

Brani D3, D4 e D5
- Gene Ammons - sassofono tenore
- Gene Easton - sassofono baritono
- Nat Howard - tromba
- Henderson Chambers - trombone
- John Houston - pianoforte
- Ben Stuberville - contrabbasso
- George Brown - batteria
- Earl Coleman - voce (brano: This Is Always)

Brani D6 e D7
- Gene Ammons - sassofono tenore
- Cecil Payne - sassofono baritono
- Nat Woodyard - tromba
- Edwin Moore - trombone
- Lawrence Wheatley - pianoforte
- Ernie Shepherd - contrabbasso
- George Brown - batteria